# Otiorhynchus deubeli
Otiorhynchus deubeli — вид долгоносиков-скосарей из подсемейства Entiminae.

## Описание
Жук длиной 8-9 мм. Глаза плоские, не выступающие из контура головы (по крайней мере в задней части). Передние бёдра с едва заметными, средние и задние с хорошо развитыми зубцами. Точки в бороздках надкрылий очень крупные, второй и четвёртый промежутки ими имеют вид узких полосок.

## Экология
Обитает в среднем поясе гор. Питается, по-видимому, папоротникообразными.